# Kyburg
Kyburg (toponimo tedesco) è una frazione di 405 abitanti del comune svizzero di Illnau-Effretikon, nel Canton Zurigo (distretto di Pfäffikon).

## Storia

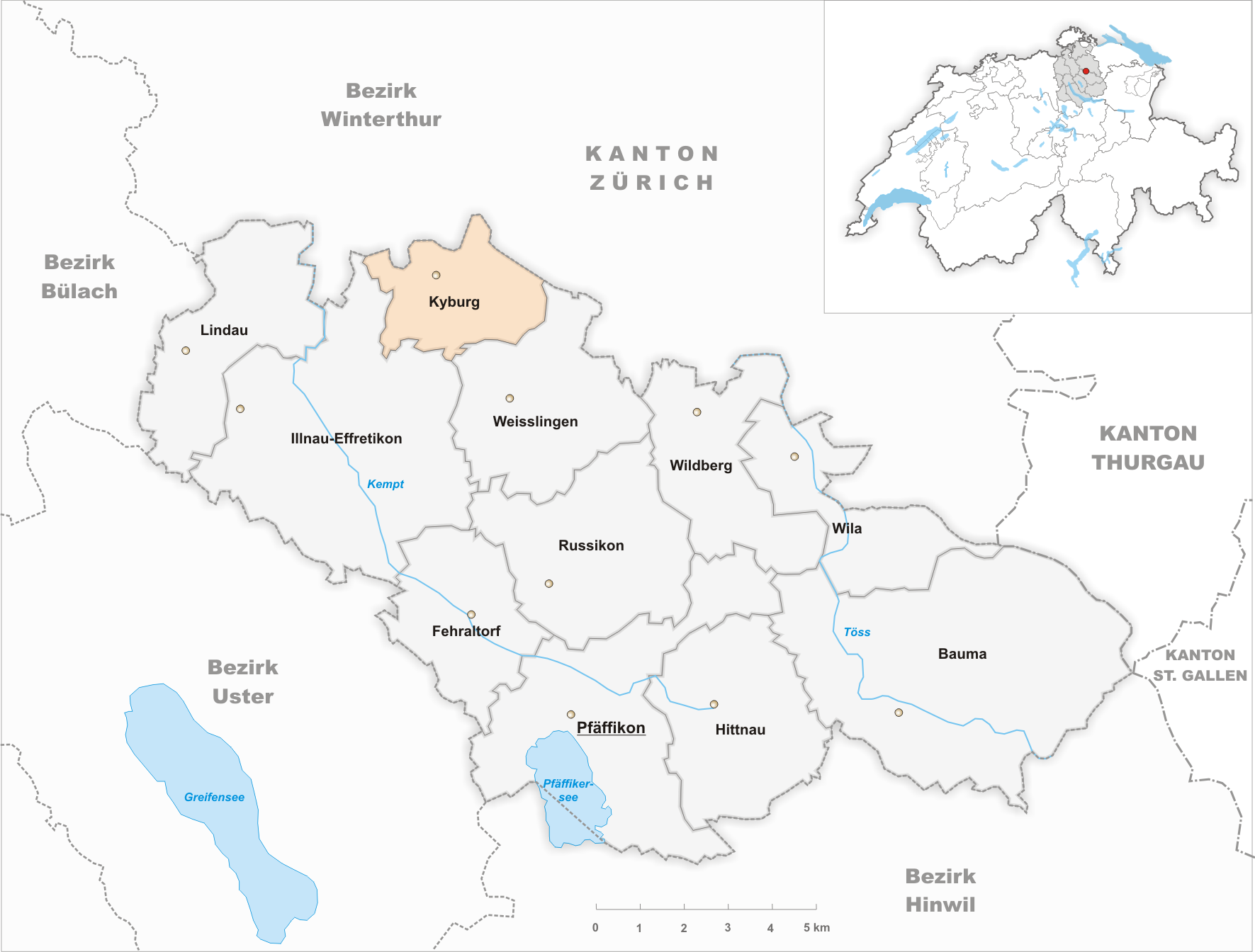
Il territorio del comune di Kyburg prima degli accorpamenti comunali del 2016

Già comune autonomo che si estendeva per 7,58 km² e che comprendeva anche le frazioni di Billikon, Brünggen, Ettenhausen e Mühlau, nel 2016 è stato accorpato al comune di Illnau-Effretikon.

## Monumenti e luoghi d'interesse

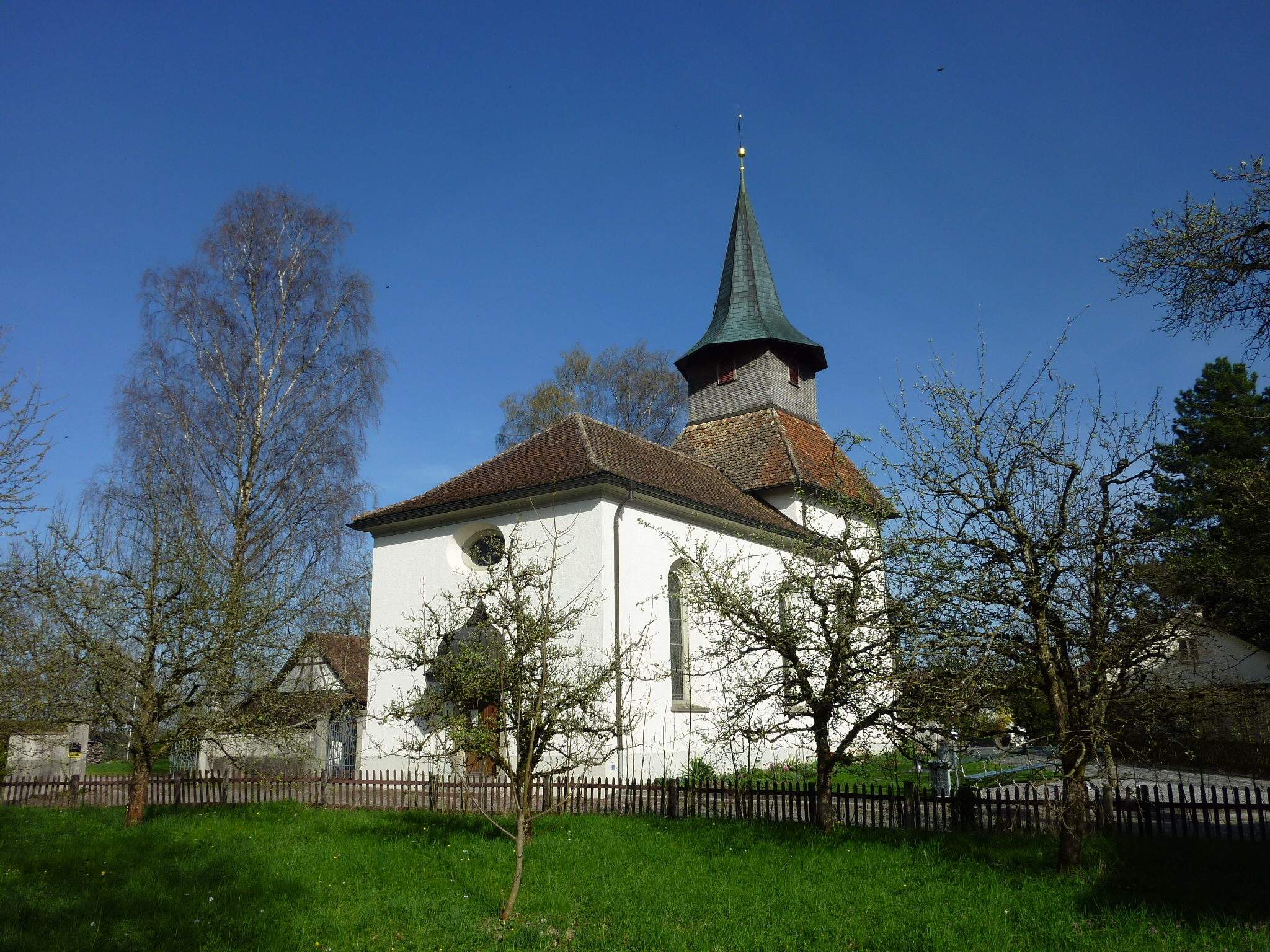
La chiesa riformata

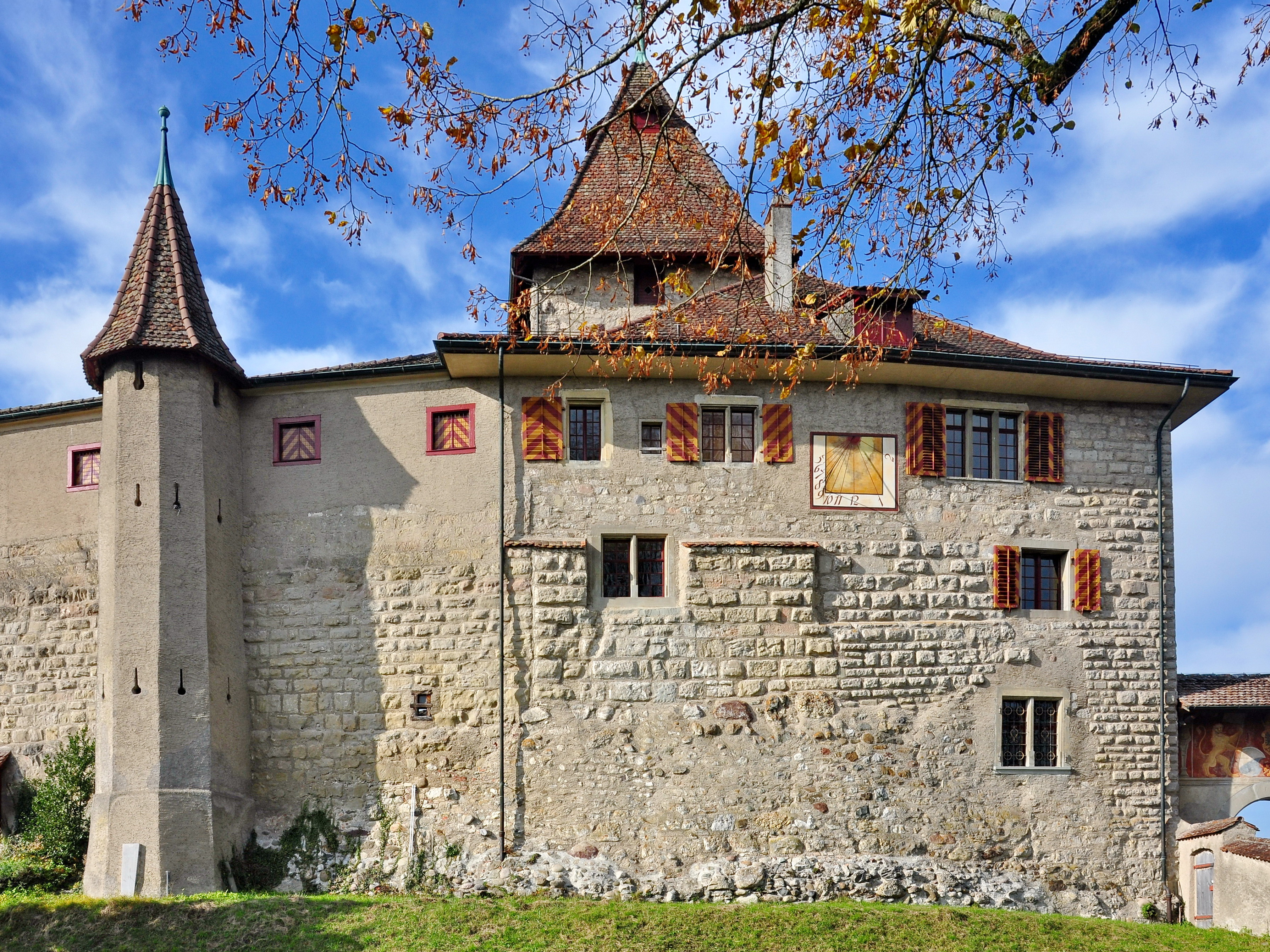
Il castello di Kyburg

- Chiesa riformata (già cappella di Santa Caterina), attestata dal 1370[1];
- castello di Kyburg, attestato dal 1027 e ricostruito nel XIII-XIV secolo[3].

## Società

### Evoluzione demografica
L'evoluzione demografica è riportata nella seguente tabella:
Abitanti censiti

## Infrastrutture e trasporti
Kyburg è servito dalla stazione di Sennhof-Kyburg sulla Tösstalbahn (linea S26 della rete celere di Zurigo).

## Amministrazione
Ogni famiglia originaria del luogo fa parte del cosiddetto comune patriziale e ha la responsabilità della manutenzione di ogni bene ricadente all'interno dei confini del comune.